# Robert Inglot
Robert Inglot (ur. 10 marca 1958 w Markowej) – polski aktor telewizyjny i filmowy. 

## Życiorys
W 1979 ukończył Technikum Żeglugi Śródlądowej w Koźlu, a następnie przez rok pracował w Żegludze Szczecińskiej. W 1985 ukończył studia na Wydziale Aktorskim Państwowej Wyższej Szkoły Filmowej, Telewizyjnej i Teatralnej im. Leona Schillera w Łodzi.
W latach 1985-1987 występował w Teatrze im. Słowackiego w Krakowie. Zagrał w kilku filmach i serialach telewizyjnych.

## Filmografia
- 1989 – Gorzka miłość – Lech Oleszkiewicz
- 1987 – Między ustami a brzegiem pucharu – Herbert von Blankenheim, przyjaciel Wentzla
- 1987 – Pusta klatka – złodziej Rysiek
- 1986 – Mewy – Stefan Janiak
- 1986 – Na całość – Janusz Fąfara
- 1986 – Na kłopoty… Bednarski – epizod
- 1985 – Spowiedź dziecięcia wieku – Lucien